# Псевдопростое число Люка
В теории чисел классы псевдопростых чисел Люка и
псевдопростых чисел Фибоначчи состоят из чисел Люка, прошедших некоторые тесты, которым удовлетворяют все простые числа.

## Базовое свойство
Рассмотрим последовательности Люка Un(P,Q) и Vn(P,Q), где целые числа
P и Q удовлетворяют условию:
{\displaystyle D=P^{2}-4Q\neq 0.}
Тогда, если p — простое число, большее 2, то
{\displaystyle V_{p}\equiv P{\pmod {p}}}
и, если символ Якоби
{\displaystyle \left({\frac {D}{p}}\right)=\varepsilon \neq 0,}
то p делит Up-ε.

## Псевдопростые Люка
Псевдопростое Люка — это составное число n, которое делит Un-ε.
(Ризель (англ. Riesel) добавляет условие: символ Якоби {\displaystyle \left({\tfrac {D}{n}}\right)=-1}.)
В частном случае последовательности Фибоначчи, когда P = 1, Q = −1 и D = 5, первые псевдопростые числа Люка — это 323 и 377; {\displaystyle \left({\tfrac {5}{323}}\right)} и {\displaystyle \left({\tfrac {5}{377}}\right)} оба равны −1, 324-е число Фибоначчи делится на 323, а 378-е — делится на 377.
Сильным псевдопростым Люка называется нечетное составное число n с (n,D)=1, и n-ε=2rs с s нечетным, удовлетворяющее одному из условий:
n делит Us
n делит V2js
для некоторого j < r.
Сильное псевдопростое Люка является также псевдопростым Люка.
Сверхсильным псевдопростым Люка называется сильное псевдопростое Люка для множества параметров (P,Q), где Q = 1, удовлетворяющее одному из слегка модифицированных условий:
n делит Us и Vs, сравнимо с ±2 по модулю n
n делит V2js
для некоторого j < r.
Сверхсильное псевдопростое Люка является также сильным псевдопростым Люка.
Комбинируя тест на псевдопростоту Люка с тестом простоты Ферма, скажем, по основанию 2, можно получить очень сильные вероятностные тесты простоты.

## Псевдопростые Фибоначчи
Псевдопростое Фибоначчи — это составное число, n для которого
Vn сравним с P по модулю n,
где Q = ±1.
Сильное псевдопростое Фибоначчи может быть определено как составное число, являющееся псевдопростым числом Фибоначчи для любого P.
Из определения следует (см. Мюллер (Müller) и Освальд (Oswald)), что :
1. Нечетное составное целое n, являющееся также числом Кармайкла
2. 2(pi + 1) | (n − 1) или 2(pi + 1) | (n − pi) для любого простого pi, делящего n.

Наименьшее сильное псевдопростое число Фибоначчи — это 443372888629441, имеющее делители 17, 31, 41, 43, 89, 97, 167 и 331.
Было высказано предположение, что не существует четных псевдопростых чисел Фибоначчи